# Xianbei
Die Xianbei (chinesisch 鮮卑, Pinyin Xiānbēi, W.-G. Hsien-pei) waren ein Stammesverband aus dem mongolisch-mandschurischen Grenzgebiet mit anscheinend mehreren Untergruppen. Die ethnische Zusammensetzung ist unbekannt, wird aber von einigen Forschern als möglicherweise proto-mongolisch diskutiert. Eine genaue Zuordnung ist allerdings aufgrund des Quellenmaterials kaum möglich.

## Geschichte

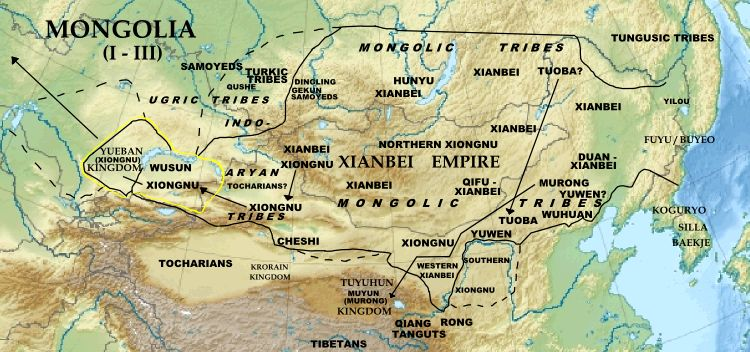
Territoriale Ausbreitung der Xianbei während des 1. bis 3. Jahrhundert, „Mongolian National Atlas“ (2009)

Sie waren der nördliche Zweig der Donghu (东胡 / 東胡,  Dōnghú), so wie die Wuhuan (烏桓 / 乌桓) deren südlicher Zweig waren. Sie werden das erste Mal in der Mitte des 1. Jahrhunderts n. Chr. erwähnt, als sie eine Gesandtschaft zur chinesischen Han-Dynastie schickten. Der Aufstieg der Xianbei fällt mit dem Niedergang der Xiongnu im 1. Jahrhundert zusammen. In den Jahren 87 und 93 besiegten und töteten sie zwei Shanyu der Xiongnu.
Die Xianbei waren weniger gut organisiert als die Xiongnu, dafür aber aggressiver gegenüber ihren Nachbarn, und durchaus erfolgreich. Sie erlangten ihren Höhepunkt unter ihrem bedeutendsten Herrscher Tán Shíhuái (檀石槐; er regierte in der Mitte des 2. Jahrhunderts bis 181). Er einte die Xianbei und konnte die Reste der (Nord-)Xiongnu westlich des Altai endgültig unterwerfen. Mehrmals griff er auch chinesisches Gebiet an, was Vergeltungsaktionen der Han-Dynastie zur Folge hatte.
Dies änderte sich jedoch mit dem Tod von Tán Shíhuái. Sein Sohn Helian hatten nicht ausreichend Erfahrung und wurde während einer Schlacht in Beidi getötet. Sein Bruder Kuitou übernahm die Herrschaft, wurde aber von seinem Neffen, dem Sohn von Helian herausgefordert, was schlussendlich zum Zusammenbruch der Ordnung führte und sich die Xianbei-Konföderation etwa 233 auflöste.

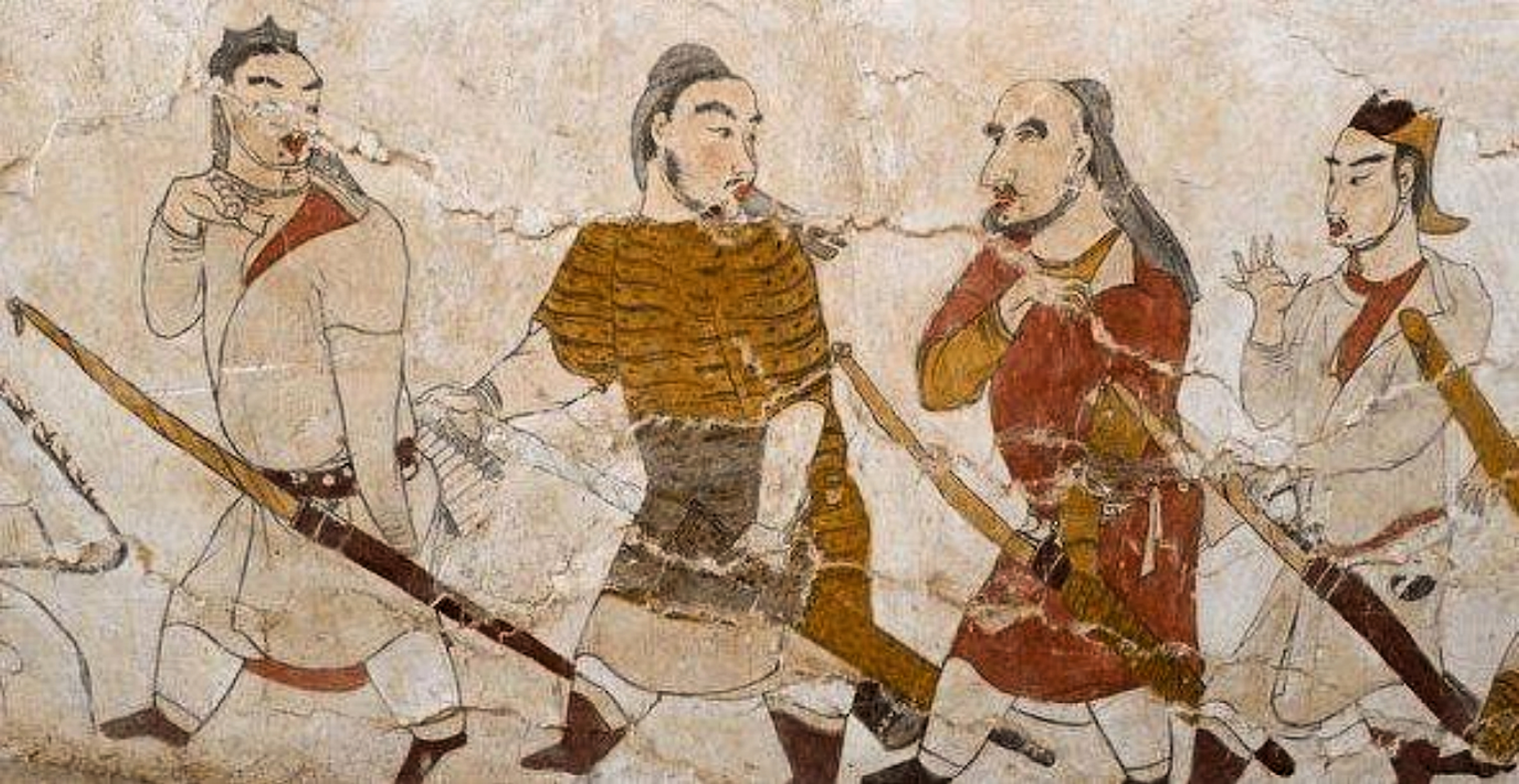
Xianbei Krieger, Nördliche Qi-Dynastie

Teile der Xianbei-Konföderation zogen von Liaodong nach Henan und vernichteten dort unter Murong Jun († 360) 352 das Reich der (Süd-)Xiongnu. Ihr dort gegründetes Reich (Frühe Yan-Dynastie) bestand aber lediglich bis 370; es wurde von einem ebenso kurzlebigen Reich eines tibetischen Eroberers (Fu Jian) ersetzt, das schließlich 386 den Tabgatsch (Wei-Dynastie, eine der Untergruppen der Xianbei) weichen musste.
Um etwa 308 oder 330 wurde der Rouran Stamm unter Yujiulü Mugulü aus mehreren ehemaligen Xianbei Stämmen gegründet.

### Alte DNA
Genetische Untersuchungen an Xianbei Proben geben Einblick in deren Ethnogenese. Die Xianbei stammen mehrheitlich von nordostasiatischen Jägern und Sammlern ab, die von der Amur-Region, beziehungsweise dem Hinggan-Gebirge, in das Gebiet der heutigen Mongolei einwanderten. Demnach zeigen die frühen Xianbei Proben eine einheitliche genetische Struktur auf und tragen im Durchschnitt 96 % nordostasiatisches Genom und etwa 4 % Genom von Farmern der Gelben Fluss-Region im nördlichen China. Spätere Xianbei Proben zeigen eine Steigerung des Genoms von Farmern der Gelben Fluss-Region (nun etwa 32 %), aber auch den Influx von 'West Eurasischen' Genoms in Verbindung mit den iranischen Sarmaten (etwa 6 %). Die späteren Xianbei zeigen eine hohe genetische Affinität mit den mittelalterlichen Kitan und den heutigen Mongolen auf. Die Xianbei Proben gehörten mehrheitlich der väterlichen Haplogruppe C (C2b1a1b) an.